# 천마산의 결투
"천마산의 결투"는 한국에서 제작된 최경옥 감독의 1971년 영화이다. 김지수 등이 주연으로 출연하였고 신상옥 등이 제작에 참여하였다.

## 출연

### 주연
- 김지수
- 김경수